# Regina Masaracchia
Regina Masaracchia (* 27. Oktober 1966 in Berlin) ist eine deutsche Krankenschwester, Autorin, Illustratorin und Stillberaterin.

## Leben
Masaracchia wuchs als älteste Tochter einer deutschen Mutter und eines sizilianischen Vaters in Berlin-Tempelhof auf. 1985 machte sie das Abitur und begann ein Jahr danach die Ausbildung zur Krankenschwester im Neukoellner Krankenhaus, die sie 1990 erfolgreich mit dem Staatsexamen beendete. Sie übte diesen Beruf ein Jahr aus und begann nebenbei ein Studium der Germanistik, Grundschulpädagogik und Italienisch an der Freien Universität Berlin.
1996 lernte sie ihren Mann im Urlaub auf Sizilien kennen, sie zog zu ihm und sie heirateten. Das Paar bekam drei Söhne. 2005 erschien ihr erstes Sachbuch "Gespaltene Gefuehle. Lippen-Kiefer-Gaumenspalte: ein Elternratgeber" im Schweizer Oesch Verlag, 2007 ihr Still-Trage- und Schlafratgeber "Gestillte Bedürfnisse. Glück für Mutter und Kind", ebenfalls im Oesch Verlag. 2008 erschien der in den jeweiligen Babypausen entstandene Unterhaltungsroman "Skalpell und Schwesternhaeubchen".
Zum Thema "Stillen, Tragen und schlafen" entstand mit verschiedenen Co-Autoren (Ute Taschner, Iris-Susanne Brandt-Schenk, Heike Wolter, Stephanie Schneider) die Kindersachbuchreihe "Ich weiß jetzt wie", welche sie auch illustriert, mittlerweile sind 13 Bücher erschienen. 2008 machte Regina Masaracchia die Zusatzausbildung zur Still- und Laktationsberaterin IBCLC in Bozen und fing wieder als Krankenpflegerin in der Uniklinik Palermo an. 2012 erschien der Elternratgeber "Wie, du stillst nicht?" im Kösel-Verlag.

## Publikationen
- Regina Masaracchia: Mission im Träumeland : eine abenteuerliche Gutenacht-Geschichte. 2. Auflage. edition riedenburg, Salzburg 2014, ISBN 978-3-902943-31-6 (eingeschränkte Vorschau).
- Regina Masaracchia: Gestillte Bedürfnisse. Der Babyratgeber Stillen / Tragen / Schlafen. 2. Auflage. Fidibus, Murnau 2012, ISBN 978-3-943411-13-3.
- Regina Masaracchia, Iris-Susanne Brandt-Schenk: Besonders wenn sie lacht: Das Kindersachbuch zum Thema Stillen, Füttern, Operation und Heilung bei Lippen-Kiefer-Gaumenspalte. 2. Auflage. edition riedenburg, Salzburg 2014, ISBN 978-3-902943-38-5.
- Regina Masaracchia, Christa Herzog-Isler, Robert Alexander Sader: Gespaltene Gefühle. Lippen-, Kiefer- und Gaumenspalten: ein Elternratgeber. Oesch, Zürich 2005, ISBN 978-3-0350-3007-5.